# یودن گدا
یودن گدا (به انگلیسی: Udden Gadda) یک منطقهٔ مسکونی در هند است که در حیدرآباد (هند) واقع شده‌است.